# St. Johannes Baptista (Wuchzenhofen)

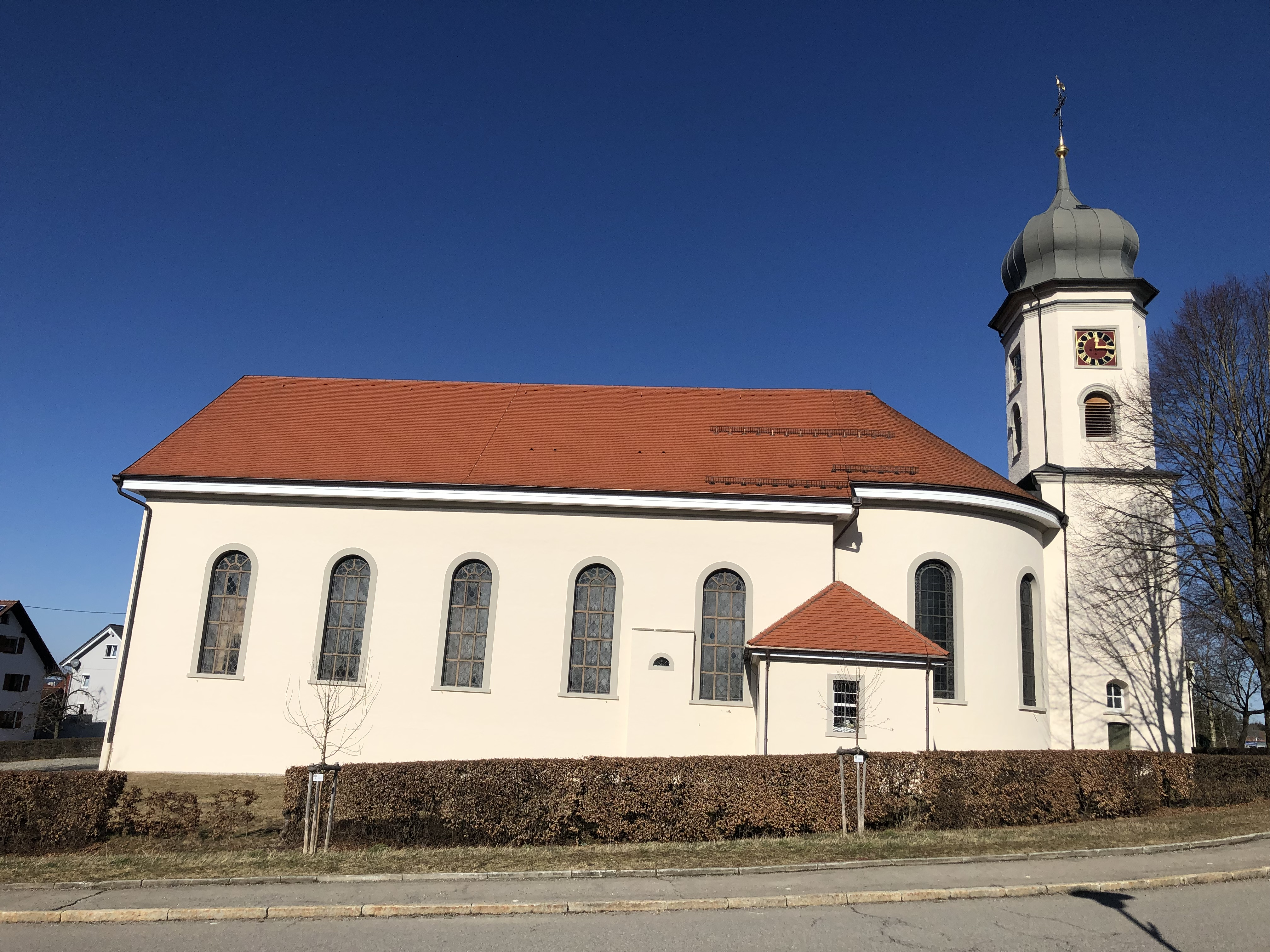
St. Johannes Baptista in Wuchzenhofen

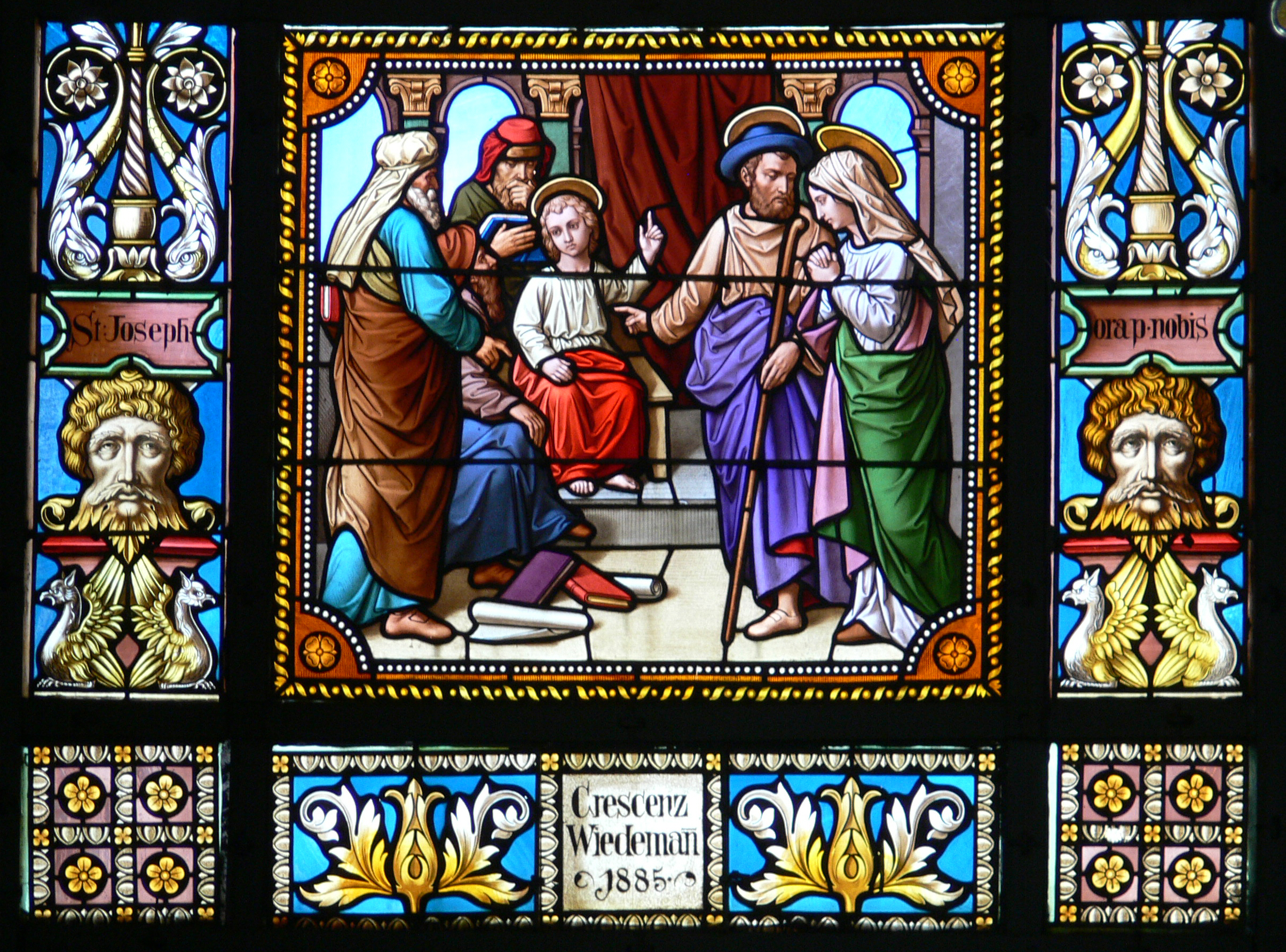
Glasfenster im Chor: Der zwölfjährige Jesus im Tempel, 1885

Die römisch-katholische Pfarrkirche St. Johannes Baptista steht in Wuchzenhofen, einem Stadtteil der Großen Kreisstadt Leutkirch im Allgäu im Landkreis Ravensburg von Baden-Württemberg. Die Kirchengemeinde gehört zum Dekanat Allgäu-Oberschwaben der Diözese Rottenburg-Stuttgart. Das Bauwerk ist beim Landesamt für Denkmalpflege Baden-Württemberg als Baudenkmal eingetragen. Kirchenpatron ist Johannes der Täufer. 

## Beschreibung
Die spätklassizistische Saalkirche wurde 1842 erbaut und 1887/88 dekorativ ausgemalt. Sie besteht aus einem Langhaus, einem eingezogenen, halbrund geschlossenen Chor im Osten, an den der mittelalterliche Chorturm des Vorgängerbaus im Osten des Chors angebaut ist. Er wurde mit einem Geschoss mit abgerundeten Ecken, das die Turmuhr und den Glockenstuhl für vier Kirchenglocken beherbergt, aufgestockt und mit einer Zwiebelhaube bedeckt. 
Im Erdgeschoss des Chorturms, das mit einem Kreuzrippengewölbe überspannt ist, sind Reste von Wandmalereien vom Ende des 15. Jahrhunderts vorhanden, auf denen eine Schutzmantelmadonna zu erkennen ist. Die Statue von Maria und Johannes wurden um 1520 von Hans Leinberger geschaffen. Die farbigen Glasfenster mit Darstellungen aus dem Leben Jesu im Chor sind eine Stiftung aus dem 19. Jahrhundert.
Die Orgel wurde 1915 als Opus 244 in einen vorhandenen Prospekt von der Gebr. Späth Orgelbau eingebaut.